# Episodi di S.W.A.T. (prima stagione)
La prima stagione della serie televisiva S.W.A.T. è stata trasmessa negli USA sulla CBS dal 24 febbraio al 26 maggio 1975.
| n° | Titolo originale                  | Prima TV USA     |
| -- | --------------------------------- | ---------------- |
| 1  | The Killing Ground                | 24 febbraio 1975 |
| 2  | A Coven of Killers                | 3 marzo 1975     |
| 3  | Death Carrier                     | 10 marzo 1975    |
| 4  | Pressure Cooker                   | 17 marzo 1975    |
| 5  | Hit Men                           | 24 marzo 1975    |
| 6  | Jungle War                        | 31 marzo 1975    |
| 7  | Death Score                       | 7 aprile 1975    |
| 8  | The Bravo Enigma                  | 28 aprile 1975   |
| 9  | The Steel-Plated Security Blanket | 5 maggio 1975    |
| 10 | Omega One                         | 12 maggio 1975   |
| 11 | Blind Man's Bluff                 | 19 maggio 1975   |
| 12 | Sole Survivor                     | 26 maggio 1975   |